# Matteo Berti (giornalista)
Matteo Giovanni Berti (Prato, 2 aprile 1977) è un giornalista e conduttore televisivo italiano.

## Biografia
Matteo Berti è nato il 2 aprile 1977 a Prato, in Toscana da madre Rossella D'Antono e da padre Riccardo Berti (1946-2010), anche lui giornalista.

## Carriera
Matteo Berti è vice capo redattore del Tg5 nella redazione politica. Per essa si è occupato di tutti i principali eventi: elezioni della presidenza della repubblica, consultazioni politiche, europee, regionali e comunali, crisi di governo, intervistando quasi tutti i leader politici nazionali. 
Membro dell’associazione stampa parlamentare, notista, e inviato, è spesso in diretta dal parlamento e da palazzo Chigi. Ha condotto per molti anni prima l’edizione Tg5 minuti (dal 2014 al 2016) e in seguito quella delle ore 13 del Tg5 (dal 2015 al 2021), oltre a qualche edizione delle ore 20. Per i Tg5 ha anche condotto lo speciale elezioni amministrative del 2016 su Canale 5. 
Professionista dal 2005, iscritto all'albo dei giornalisti della Toscana,  ha iniziato la sua carriera a Firenze nel 2000 a ”Italia7”, “Rete37”, e poi “La8”. Per poi arrivare, nel 2003, a "Il Giornale della Toscana" per il quale è stato cronista di nera seguendo i principali fatti di attualità in Toscana: terrorismo, evoluzioni dell’inchiesta sul mostro di Firenze, omicidi, rapine. Contemporaneamente è stato corrispondente dalla Toscana per Radio 101 (per 3 anni), e collaboratore del mensile Panorama (per 4 anni). Quindi, dal 2006, ha ideato e condotto una rassegna stampa con ospiti politici su “Itaia7”. Nel 2010 passa al Tg5 sotto la direzione di Clemente J. Mimum.
Ha una figlia, Vittoria Berti, nata 1 novembre 2015.

## Programmi televisivi
- TG5 Minuti (Canale 5, 2014-2016)
- TG5 (Canale 5, 2015-2021)

## Redazioni
- TG5 (Canale 5, dal 2014)